# Aleksander Lewicki
Aleksander Józef Lewicki herbu Rogala (ur. 11 lipca 1877, zm. 11 grudnia 1935 we Lwowie) – polski ziemianin, radca, kupiec, przemysłowiec, działacz społeczny, podpułkownik rezerwy artylerii Wojska Polskiego.

## Życiorys
Urodził się 11 lipca 1877. We wsi Pacyków koło Stanisławowa prowadził sklep z porcelaną i fajansem. Na tej bazie założył w 1912 Fabrykę Fajansu (początkowo pod nazwą Erste Galizische Terrakota und Fayence Fabrik), następnie Pierwsza Galicyjska Fabryka Artystycznych Fajansów i Terracotty Pacyków. Fabrykę prowadził także w okresie II Rzeczypospolitej. Posiadał także sklep z porcelaną przy Placu Mariackim 5 we Lwowie.
Podczas I wojny światowej służył w szeregach cesarskiej i królewskiej Armii. Formalnie został przyjęty do Wojska Polskiego z byłej armii austriacko-węgierskiej 20 maja 1919 roku z zatwierdzeniem posiadanego stopnia kapitana ze starszeństwem z dniem 1 lutego 1918 roku, z zaliczeniem do I Rezerwy armii, z jednoczesnym powołaniem do czynnej służby na czas wojny aż do demobilizacji. Podczas wojny polsko-ukraińskiej walczył dowodził 4 pułkiem artylerii. W lipcu 1920 w trakcie wojny polsko-bolszewickiej w stopniu kapitana został dowódcą 205 Ochotniczego pułku artylerii polowej w składzie Armii Ochotniczej (później dowodzenie objął Marceli Jastrzębiec-Śniadowski). Pułk walczył w rejonie Lwowa w ramach 5 Dywizji. Został awansowany do stopnia podpułkownika artylerii ze starszeństwem z dniem 1 czerwca 1919. W 1923, 1924 był oficerem rezerwowym 5 pułku artylerii polowej w garnizonie Lwów.
Po wojnie odbudował swoją fabrykę fajansu w Pacykowie. Był właścicielem ziemskim, posiadał dobra Pacyków oraz Olesiów w województwie stanisławowskim. Założył osiedla uzdrowisko „Olesiów” i „Zosinek”. Przez wiele lat sprawował mandat radnego Rady Miasta Lwowa. Zaangażował się w powstawanie nowej dzielnicy lwowskiej oraz rozwój ulic. Pełnił funkcję dyrektora Stowarzyszenia Kupców i Młodzieży Handlowej. Był członkiem i radcą Izby Przemysłowo-Handlowej we Lwowie, Wydziału Kongregacji Kupieckiej i Ligi Pomocy Przemysłowej.
Zmarł 11 grudnia 1935 we Lwowie. Pogrzeb odbył się 13 grudnia 1935 we Lwowie. Po jego śmierci fabrykę przejął syn, Aleksander Jerzy Lewicki.
W połowie 1936 w Pacykowie został odsłonięty kamienny krzyż pamiątkowy upamiętniający Aleksandra Lewickiego, ustanowiony na gruncie ofiarowanym przez niego na rzecz czytelni Towarzystwa Szkoły Ludowej.

## Ordery i odznaczenia
- Krzyż Walecznych – trzykrotnie